# Johanneskirche (Sättelstädt)

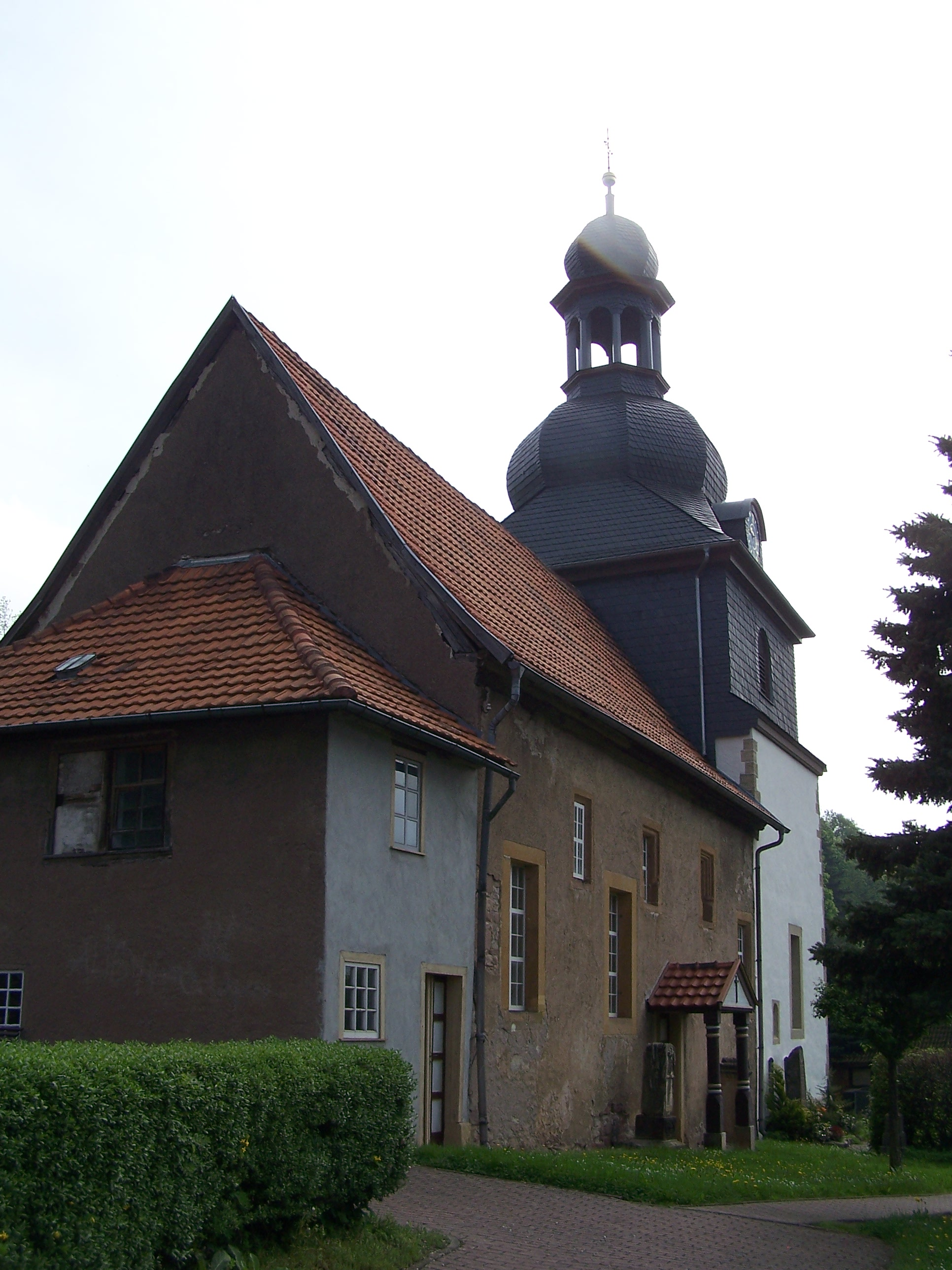
Johanneskirche

Die Johanneskirche steht in Sättelstädt, einem Ortsteil der thüringischen Gemeinde Hörselberg-Hainich im Wartburgkreis. Die Kirchengemeinde Sättelstädt gehört zum Pfarrbereich Melborn I im Kirchenkreis Eisenach-Gerstungen der Evangelischen Kirche in Mitteldeutschland.

## Beschreibung
Die erste, mittelalterliche Kirche wurde die zwischen 1143 und 1152 gebaut. Sie wurde im Dreißigjährigen Krieg in Schutt und Asche gelegt. Im gleichen Jahr wurde mit dem Wiederaufbau als heutige Saalkirche begonnen, der sich bis 1658 hinzog. Die zwei neuen Glocken kamen 1646 zunächst In einem vorläufigen Glockenstuhl. Sie wurden 1654 in den noch halbfertigen Chorturm gehängt. Der untere Teil des Turms stammt von der mittelalterlichen Kirche. Das mit einem Satteldach bedeckte Langhaus liegt mit dem Turm in einer Flucht. Auf seinen unteren Geschossen befindet sich ein schiefergedecktes Geschoss, auf dem eine Haube sitzt, die mit einer offenen Laterne bekrönt ist, die mit einer Turmkugel abschließt.
Der Innenraum der Kirche ist schlicht. Den Chor und das Langhaus überspannt ein hölzernes Tonnengewölbe. Bei einer Renovierung 1849 wurden die Gemälde der Brüstungen der Emporen übertüncht, weil sie dem damaligen Geschmack nicht entsprachen. Das Altarretabel, es war einst an der Holzvertäfelung hinter der Wand zwischen Kanzel von 1672 und Schalldeckel, schmückt eine Porträtmalerei von Jesus Christus aus der Zeit der Renaissance. Aus der Renaissance hat sich auch das hölzerne Taufbecken erhalten. An der Südwand erinnert ein Porträt in einer Gedenktafel an Ernst den Frommen. Sättelstädt gehörte seinerzeit zum Herzogtum Sachsen-Gotha.
Eine erste Orgel erhielt die Kirche bereits 1659. Die neue Orgel von 1853 hat 20 Register, verteilt auf 2 Manuale und Pedal. Sie wurde von Friedrich Christian Knauf gebaut.